# Jean-Guy Talamoni
Jean-Guy Talamoni (Saumur, Maine y Loira, Francia, 6 de mayo de 1960) es un político francés, miembro del partido independentista Corsica Libera. Fue militante de Corsica Nazione y presidente del grupo nacionalista de la Asamblea de Córcega (Unione Naziunale). También es consejero municipal de Bastia (Alta Córcega) y miembro del Consejo de la Lengua y Cultura Corsa. Trabaja como abogado y ha publicado numerosos libros sobre la política y la lengua corsa. Fue presidente de la Asamblea de Córcega entre 2015 y 2021.

## Biografía
Su madre, Élisabeth Ortega, nació el 29 de enero de 1938 en Marruecos, en una familia de origen español. Su padre, Antoine Talamoni, nacido el 30 de mayo de 1934 también en Marruecos, era de origen corso. Su abuela fue Marie-Claire Talamoni, nacida Alerini el 29 de abril de 1910 en Pietra-di-Verde (Alta Córcega).
En la década de 1950 la familia Talamoni abandona Marruecos y regresa a Córcega, pero mientras el resto de la familia se instala en la isla, Antoine marchó a Saumur con su esposa Élisabeth, donde trabaja como maestro después de luchar en la Guerra de Argelia. Allí nacerá su hijo Jean-Guy. Unos años después de su nacimiento, la familia regresará a Córcega, ya que el padre obtuvo una plaza de maestro en Morsiglia, mientras que la madre trabajaba en una librería del barrio de Toga, en Bastia.
Jean-Guy realizó sus estudios primarios y la secundaria en Bastia, mientras pasaba las vacaciones en Pietra-di-Verde. A finales de la década de 1960 participó en las reuniones de la ARC, movimiento dirigido por Edmond Simeoni y Max Simeoni, y en 1976 se afilia al sindicato Unione di Liceani Corsi (ULC). Después estudió Derecho en Aix-en-Provence. En 1985 regresó a Bastia, donde se examinó en Lengua y Cultura Corsa y elaboró una memoria en el examen del DEA sobre proverbios y locuciones usadas en Pietra-di-Verde. Desde 1988 ejercerá como abogado en Bastia, comenzando su actuación en el "Proceso de Burdeos" de ese año. Al mismo tiempo, enseñó también en la Facultad de Derecho de la Universidad de Corte.

## Acción política
En 1988 fue elegido responsable de la Comisión de Derecho e Instituciones de A Cuncolta Naziunalista. En 1992 fue escogido miembro de la Asamblea de Córcega por la lista Corsica Nazione y en 1993 miembro del Consejo Municipal de Bastia.
En 1994 fue editorialista de U Ribombu y elegido presidente del grupo parlamentario de Corsica Nazione en la Asamblea de Córcega, y como tal fue el portavoz de la delegación nacionalista que discutió los asuntos corsos con Charles Pasqua, Jean-Louis Debré, Lionel Jospin, Daniel Vaillant y Nicolas Sarkozy. En 1994 también fue uno de los fundadores del sindicato independentista Federazione di i Travagliadori Indipendenti (FTI).
Entre marzo de 1998 y 1999 encabezó la lista de Corsica Nazione en las elecciones a la Asamblea de Córcega (17% de los votos y 9 escaños en 1999, el principal partido de la oposición). Desde 1999 fue uno de los impulsores del Proceso de Fiumorbu, de reconciliación entre nacionalistas, que en julio de ese año llevó a la firma del Protocolo de Migliacciaru.
Entre abril de 1999 y 2004 fue presidente de la Comisión de Asuntos Europeos de la Asamblea de Córcega, y en diciembre de 1999 fue uno de los patrocinadores del Proceso de Matignon, iniciado por Lionel Jospin.
En marzo de 2001 dirigió la lista nacionalista para las elecciones municipales de Bastia, y en julio padeció un intento de atentado. En marzo de 2004 fue elegido nuevamente miembro de la Asamblea de Córceg con el grupo Unione Naziunale. Un mes más tarde fue arrestado por la Gendarmería acusado de colaborar con terroristas, cosa que provocó graves enfrentamientos entre agentes y militantes nacionalistas. En abril de 2005 la Corte de París solicitó una condena de 3 años de prisión, pero en mayo fue puesto en libertad.
En enero de 2006 creó la publicación mensual A Nazione, y en febrero fue elegido miembro del Consejo de la Lengua y de la Cultura Corsa.

## El proceso de 2005
En abril de 2004, Jean-Guy Talamoni fue arrestado y trasladado a París para ser juzgado, bajo la acusación de desvío de fondos en perjuicio de la sociedad "Nouvelles Frontières" para financiar el diario nacionalista U Ribombu. Ello provocó una manifestación en Bastia con graves incidentes, razón por la que fue puesto en libertad condicional.
En 2005 fue juzgado frente al tribunal correccional de París por "terrorismo, extorsión con violencia, amenazas o a través de firma, promesa, secreto, dinero, valores o bienes". El fiscal pidió una pena de 3 años de cárcel, dos de ellos sin posibilidad de libertad.
El 18 de enero de 2005, durante una conferencia en Ajaccio, la Liga de los Derechos del Hombre da su apoyo a Jean-Guy Talamoni, constatando que "las condiciones de un proceso equitativo en la forma y en el fondo no son garantías". La LDH anunció que "vigilaría particularmente el desarrollo del proceso". El 20 de mayo, la 16.ª cámara del tribunal correccional de París declaró a Talamoni "no culpable", declarando también el final del proceso, precisando que "ningún acto personal, bajo cualquier forma, que hayan podido ser considerados hechos de evasión de capitales, son susceptibles de ser imputados a Jean-Guy Talamoni".

## Obras
- Ce que nous sommes (Éditions DCL, Ramsay, 2001)
- Dictionaire commenté des expressions corses (Éditions DCL, Ajaccio, 2004)
- Libertà (entrevistas con Jacques Renucci) (Éditions DCL, Ajaccio, 2005)
- De l'autonomia a l'autodeterminació (Llibres de l'Índex, 2006) (con Uriel Bertran y Gavino Sale) ISBN 84-96563-19-7

- Datos: Q511564